# Relaciones Bolivia-Egipto
Las relaciones Bolivia-Egipto refiere a la relaciones exteriores existentes entre el Estado Plurinacional de Bolivia y la Républica Árabe de Egipto. Las relaciones entre ambos países se establecieron el 27 de noviembre de 1960, durante las presidencias de Víctor Paz Estenssoro y Gamal Abdel Nasser respectivamente.

## Historia
Bolivia y Egipto establecieron sus relaciones el 27 de noviembre de 1960. 

## Embajadores

### Embajadores de Egipto en Bolivia
| Embajadores Egipcios en Bolivia         | Designado por el Presidente de Egipto | Período como Embajador o Embajadora            | Referencias       |
| --------------------------------------- | ------------------------------------- | ---------------------------------------------- | ----------------- |
| Hany Mohamed Bassiony Mahmoud           | Hosni Mubarak                         | 15 de julio de 2007 - 29 de abril de 2013      |                   |
| Hesham Hassan Ahmed Abdelnahab          | Adli Mansur                           | 26 de febrero de 2014 - 29 de agosto de 2017   | [ 2 ]             |
| Tamer Galal Abdelhamid Elmawaziny       | Abdelfatah El-Sisi                    | 14 de febrero de 2018 - 2 de julio de 2018     | [ 3 ] [ 4 ] [ 5 ] |
| Ahmed Mohamed Eid Moustapha (encargado) | Abdelfatah El-Sisi                    | 2 de julio de 2018 - 20 de octubre de 2020     |                   |
| Magda Safwat Abdelhamid Baraka          | Abdelfatah El-Sisi                    | 20 de octubre de 2020 - 2 de diciembre de 2021 | [ 6 ] [ 7 ]       |
| Tarek Mohyeldin Abdelmagid Elwassimy    | Abdelfatah El-Sisi                    | 2 de diciembre de 2021 - Actualidad            | [ 8 ]             |